# شون برتوي
شون برتوي (بالإنجليزية: Sean Pertwee)‏ مواليد 4 يونيو 1964 في لندن، هو ممثل وممثل صوت إنجليزي بدأ مسيرته الفنية عام 1975. لعب بيرتوي دور ألفريد بيني وورث في مسلسل غوثام على محطة فوكس.

## الأعمال

### أفلام
- أطفال سوينغ
- الولاية 51
- إكويليبريوم
- هدف
- هدف 2

### مسلسلات
- أجاثا كريستي بوارو
- مذكرات الشاب إنديانا جونز
- أجاثا كريستي ماربل
- أسرة تيودور
- بشرات
- كاميلوت
- الإبتدائية
- غوثام

### ألعاب فيديو
- فابل II
- كيل زون 2
- بلاي ستيشن كل النجوم باتل رويل
- أساسنز كريد IV: بلاك فلاغ

## وصلات خارجية
- شون برتوي على موقع IMDb (الإنجليزية)
- شون برتوي على موقع ألو سيني (الفرنسية)
- شون برتوي على موقع ميوزك برينز (الإنجليزية)
- شون برتوي على موقع أول موفي (الإنجليزية)
- شون برتوي على موقع قاعدة بيانات الأفلام السويدية (السويدية)
- شون برتوي على موقع إن إن دي بي (الإنجليزية)
- شون برتوي على موقع ديسكوغز (الإنجليزية)
- شون برتوي على موقع قاعدة بيانات الفيلم (الإنجليزية)
- شون برتوي على موقع كينوبويسك (الروسية)